# Truganini
Truganini (ur. 1812, zm. 8 maja 1876 w Hobarcie) – Aborygenka tasmańska, znana z roli, jaką odegrała w Czarnej wojnie oraz opinii ostatniej Aborygenki czystej krwi na Tasmanii (chociaż inne źródła mówią, że ostatnią tasmańską aborygenką była Fanny Cochrane Smith).
Jej imię występuje również w wersjach: Truganini, Trugernanna, Trugannini, Trucanini i Lalla Rookh.

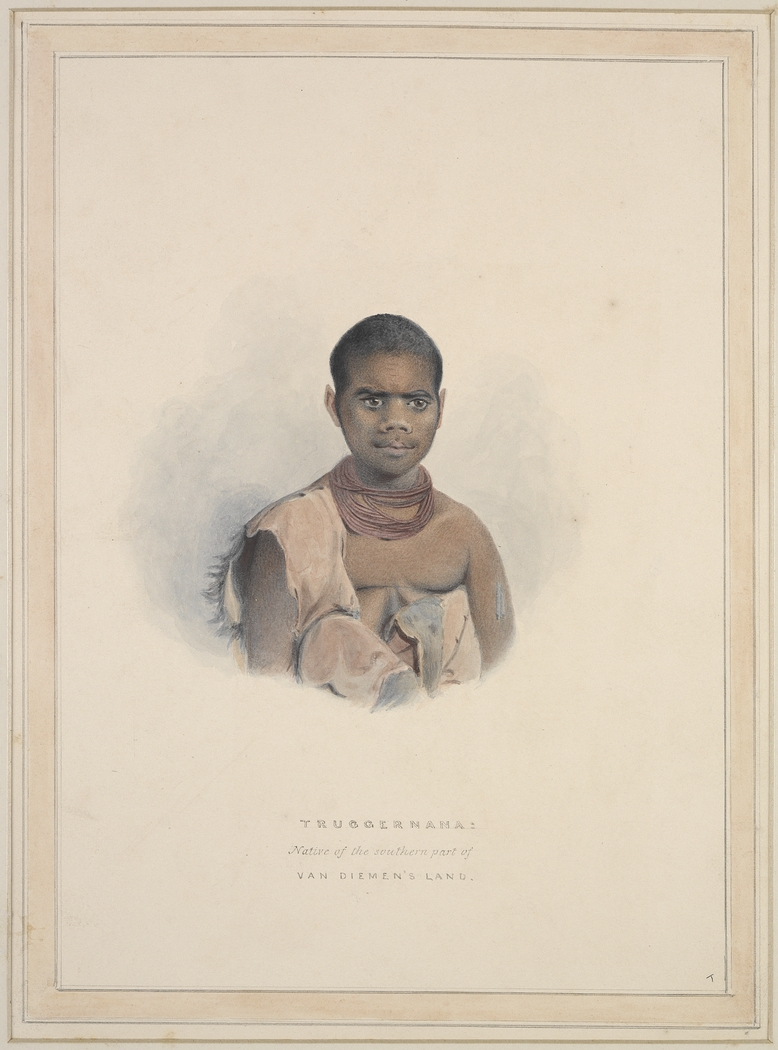
Truganini; portret pędzla Thomasa Bocka, 1831 r.

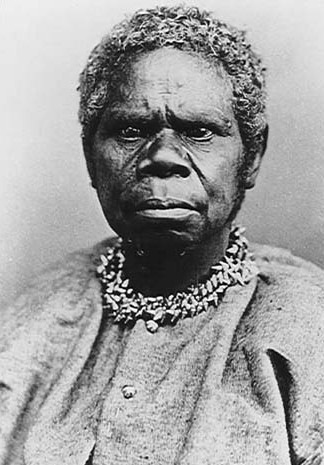
Truganini; zdjęcie wykonane prawdopodobnie około 1866 r.

Urodziła się jako córka Mangana, wodza plemienia Nuenone, żyjącego na wyspie Bruny, nazywanej w języku tasmańskim Alonna-Lunawanna, położonej na południe od dzisiejszej stolicy stanu Tasmania Hobart i oddzielonej od Tasmanii Cieśniną D’Entrecasteaux. Jej imię jest słowem, którym jej plemię określało słonolubny krzew Atriplex cinerea. Zanim skończyła osiemnaście lat, jej matka została zamordowana przez łowców fok. Pierwszy narzeczony imieniem Paraweena został zabity ratując ją przed uprowadzeniem, a w 1828 roku jej dwie siostry, Lowhenunhue i Maggerleede, zostały porwane, przewiezione do południowej Australii i sprzedane jako niewolnice. Truganini wkrótce poślubiła Woorraddy’ego; ten jednak zmarł nim skończyła 30 lat.
Gdy w roku 1824 przybył na ówczesną Ziemię van Diemena gubernator George Arthur, podjął działania w kierunku zażegnania coraz bardziej zaognionego konfliktu między osadnikami a tubylcami (Czarna wojna). Polegały one na zjednaniu darami tubylczych dorosłych i dzieci oraz nawiązaniu przyjaznych stosunków w celu ściągnięcia Aborygenów do obozów. Kampanię tę rozpoczął na wyspie Bruny, gdzie stosunki z osadnikami były mniej zaognione.
W 1829 roku przybył na Tasmanię George Augustus Robinson, mianowany Protektorem Aborygenów. Podjął on działania mające na celu przesiedlenie nielicznych przetrwałych jeszcze Tasmańczyków na Wyspę Flindersa. Truganini oraz jej mąż zostali jego współpracownikami i tłumaczami, podróżując wraz z nim po wyspie, pomagając mu dotrzeć do ukrywających się w niedostępnych ostępach niedobitków swoich ziomków i namawiając ich na przesiedlenie. Oboje udzielili ponadto Robinsonowi wielu cennych informacji dotyczących życia, zwyczajów i wierzeń Aborygenów tasmańskich, odnotowanych przez niego w dzienniku. Dziennik ten jest nieocenionym, najbardziej obszernym źródłem poznania etnografii tego wymarłego ludu.

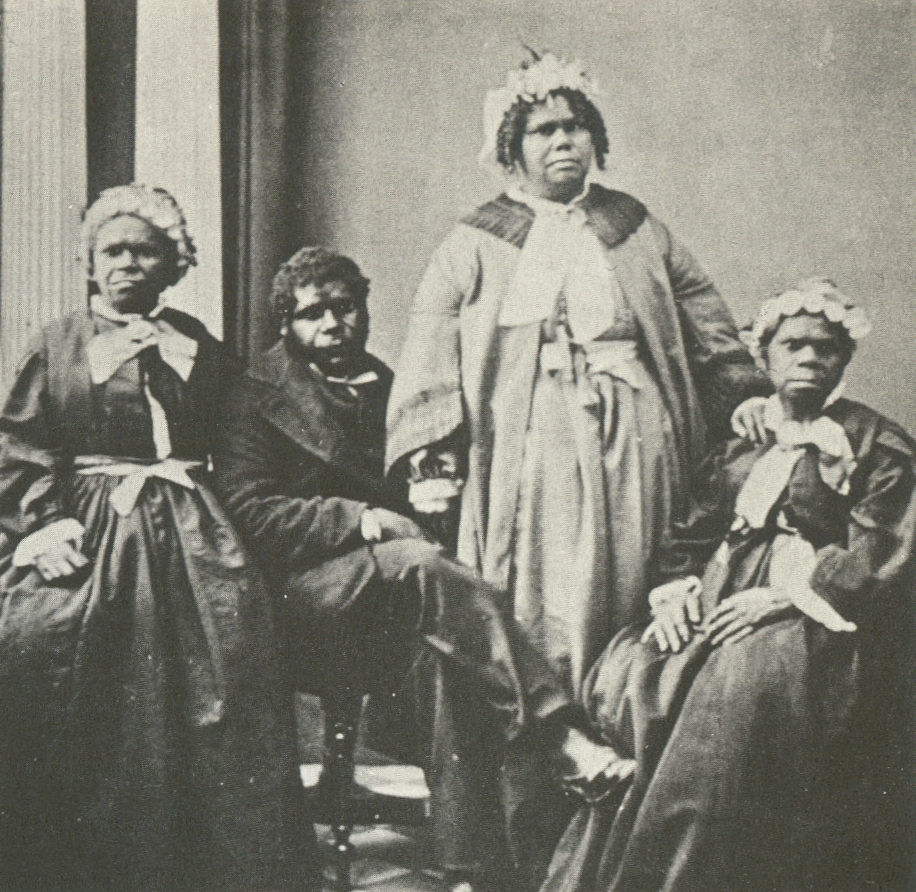
Czworo ostatnich Tasmańczyków. Truganini siedzi po prawej; pośrodku William Lanne

W 1830 roku George Augustus Robinson przesiedlił Truganini i Woorraddy’ego na Wyspę Flindersa, wraz z około stu żyjącymi jeszcze Tasmańczykami. Tubylcy mieli być tam „zeuropeizowani i schrystianizowani” oraz przyuczeni do rolnictwa. Posunięcie to miało uratować ich przed zagładą, jednak duża część tej grupy zmarła wkrótce na grypę i inne choroby. Robinson nadał Truganini nazwisko Lalla Rooke, ona jednak pozostała przy tradycjach i zwyczajach swojego ludu.
W lutym 1839 Robinson pomógł Truganini, Woorraddy’emu oraz 14 innym Tasmańczykom zamieszkać w osadzie dla tubylców nad zatoką Port Phillip. Truganini i czworo innych Tasmańczyków, bez Woorraddy’ego, dołączyli później do grupy wielorybników w pobliżu Portland Bay. W 1841 wszyscy zostali oskarżeni o zabójstwo dwóch wielorybników; w styczniu 1842 dwaj mężczyźni z tej grupy zostali skazani na śmierć przez powieszenie i straceni. W lipcu tegoż roku Truganini oraz dwie inne kobiety, Fanny i Matilda, zostały odesłane na Wyspę Flindersa, wraz z Woorraddym, który jednak zmarł w drodze. Po jego śmierci Truganini zamieszkała z Tasmańczykiem o imieniu Alphonso. W 1847 roku czterdziestu sześciu żyjących jeszcze Tasmańczyków z Wyspy Flindersa, w tym Truganini, przeniosło się do osady Oyster Cove na południe od Hobart, na swoim rodzimym terytorium. Truganini powróciła tam w dużej mierze do tradycyjnego trybu życia nurkując w morzu za skorupiakami, pływając katamaranem na wyspę Bruny oraz polując w pobliskim buszu. W 1869 już tylko ona i William Lanne, jej trzeci mąż, byli prawdopodobnie jedynymi Tasmańczykami czystej krwi.
W 1873 roku Truganini, jedyna żyjąca wówczas osoba z tej grupy, zamieszkała w Hobart pod opieką rodziny Dandridge. Stała się pewnego rodzaju atrakcją antropologiczną, wielokrotnie była badana, fotografowana i portretowana. Zmarła trzy lata później, wyrażając przed śmiercią życzenie, aby jej prochy zostały rozsypane w Cieśninie D’Entrecasteaux. Pochowano ją jednak na terenie byłego więzienia „Female Factory” w Cascades, przedmieściu Hobart. Dwa lata później jej szkielet został ekshumowany i wystawiony na pokaz w charakterze eksponatu muzealnego przez Towarzystwo Królewskie Tasmanii. W 1947 roku został wycofany z wystawy do magazynu. Dopiero w kwietniu 1976 roku, w stulecie jej śmierci, został zwrócony potomkom jej ludu, poddany kremacji w trakcie prywatnej ceremonii pogrzebowej, a popioły rozsypane – zgodnie z jej ostatnim życzeniem.
W 1997 roku Royal Albert Memorial Museum w Exeter zwróciło Tasmanii naszyjnik i bransoletę Truganini. Jej włosy i skóra zostały w 2002 roku odnalezione w kolekcji The Royal College of Surgeons of England i zostały zwrócone na Tasmanię w celu pogrzebania.
Chociaż administracja kolonialna ogłosiła po jej śmierci, że była ona ostatnią żyjącą pełnej krwi Aborygenką tasmańską, znane jest jednak kilka osób, które przeżyły Truganini i pozostawiły potomstwo.